# Vervuiling door de scheepvaart

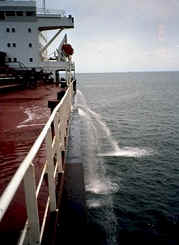
Schip dat ballastwater in de zee aan het lozen is

De vervuiling van het milieu door scheepvaart omvat watervervuiling, geluidsoverlast en luchtvervuiling als gevolg van scheepvaart. Ze zijn het gevolg van meerdere factoren zoals besmet ballastwater, olievervuiling en broeikasgassen. De Internationale Maritieme Organisatie (IMO) schat dat de koolstofdioxide-uitstoot van schepen gelijk zijn aan 2.2% van de wereldwijde uitstoot in 2012. Ze verwachten dat dit cijfer nog met 50 tot 250 procent zal stijgen tegen 2050 als men geen actie onderneemt.

## Watervervuiling
Ballastwater geloosd door schepen kan negatieve gevolgen hebben op het marine milieu.
Cruiseschepen, grote tankers, containerschepen en bulkcarriers gebruiken een grote hoeveelheid ballastwater. Het wordt vaak aan boord gepompt in kustwateren van de ene regio en wordt geloosd in de andere regio. Het ballastwater bevat een variëteit aan biologische materialen, waaronder planten, dieren, virussen en bacteriën. Deze zaken bevatten meestal exotische organismen die een grote ecologische en economische impact kunnen hebben op het marine ecosysteem en gezondheidsproblemen kunnen veroorzaken voor de mens.

## Geluidsoverlast
Geluidsoverlast veroorzaakt door scheepvaart en andere waterwerken is gestegen. Het geluid geproduceerd door schepen kan zich over een zeer lange afstand voortplanten. Dieren die zich onder water vooral concentreren op geluiden om zich te oriënteren, communiceren en zich te voeden, kunnen gehinderd worden door de geluidoverlast.
De Convention on the Conservation of Migratory Species (CMS) heeft vastgesteld dat geluidsoverlast in de oceaan een potentieel gevaar is voor het marine leven. De verstoring van de mogelijkheid voor walvissen om te communiceren met elkaar is een extreme bedreiging en heeft gevolgen in hun overlevingskansen. Volgens een artikel van Discovery Channel ("Sonic Sea Journeys Deep Into the Ocean") zijn extreem luide geluiden afkomstig van schepen, olie en gas ontginning en andere bronnen de oorzaak voor de verandering van de akoestische habitat van de oceaan. Hierdoor wordt het moeilijk voor onder meer walvissen om te overleven.

## Luchtvervuiling
Uitlaatgassen van schepen worden beschouwd als een van de grootste oorzaken van de luchtvervuiling. Zowel voor de conventionele vervuilers als de broeikasgassen.
Er is een waarneming dat de vracht getransporteerd door schepen relatief weinig luchtvervuiling veroorzaakt; dit komt door de verhouding tussen het gewicht en de afstand van de vracht. Scheepvaart is efficiëntste methode van transport. Het is vergelijkbaar met het transport door vliegtuigen, maar doordat scheepvaart rekent met grotere jaarlijkse tonnages en afstanden is de scheepsuitstoot op globaal vlak substantieel. Een moeilijkheid is dat de jaarlijkse stijging in de scheepvaart sneller stijgt dan de efficiëntie, zoals slow steaming of het gebruik van kites. De jaarlijkse groei in ton-kilometers van de scheepvaart is gemiddeld 4% sinds 1990 en het is gegroeid met een factor 5 sinds 1970. Anno 2018 zijn er meer dan 100.000 vrachtschepen waarvan 6.000 grote containerschepen.

### Conventionele vervuilers
Luchtvervuiling van cruiseschepen wordt gegeneerd door dieselmotoren die hoge sulfaten verbranden. Hierdoor worden er sulfaatoxide, stikstofoxide, fijnstof, koolstofdioxide en waterstofcarbonaten gevormd. Dieseluitlaten zijn geclassificeerd door de Environmental Protection Agency (EPA) als een kankerverwekkend product. Ultra-laag-zwaveldiesel is een standaard voor het verfijnen van dieselbrandstof met een sterk verlaagd zwavel-percentage.
In 2016 heeft de IMO een nieuwe regulering over het zwavelpercentage bij grote schepen die van kracht wordt vanaf 2020.

### Broeikasgassen
3,5 tot 4% van alle klimaatveranderingen zijn veroorzaakt door de scheepvaart, meer bepaald door de koolstofdioxide. De circa 109.000 zeeschepen die 2015 wereldwijd actief waren, hebben dat jaar naar schatting gezamenlijk rond 930 megaton CO2 uitgestoten.
Om de impact van schepen op broeikaseffect te verminderen is er aan de ene kant het controle-agentschap "RightShip", dat een online "Greenhouse Gas (GHG) Emissions Rating" heeft ontwikkeld. Aan de andere kant is er ook een systematische manier om schepen met CO2-uitstoot te vergelijken met gelijkaardige schepen van dezelfde grootte en hetzelfde type. Die manier is gebaseerd op de Energy Efficiency Design Index (EEDI) van de IMO, die geldt voor schepen gebouwd in of na 2013. De GHG-raming maakt gebruik van een schaal van A tot G, waarbij A de meest efficiënte schepen voorstelt en G de minst efficiënte. De raming meet de theoretische hoeveelheid van koolstofdioxide die is uitgestoten per ton nautische mijl, gebaseerd op de karakteristieken van het ontwerp van het schip. Hoger geschaalde schepen kunnen significant lagere CO2-uitstoot hebben gedurende hun reis. Dit betekent ook minder brandstofverbruik en is dus goedkoper.

### Maatregelen
Een deel van de verantwoordelijkheid voor emissiereductie ligt bij een gespecialiseerde VN-organisatie: de Internationale Maritieme Organisatie (IMO). De IMO heeft in 2018 door zelfregulering afspraken gemaakt om de CO2-uitstoot van de zeevaart terug te dringen. In 2050 moet de uitstoot gehalveerd zijn in vergelijking met 2008. In 2021 kondigde de EU verdergaande maatregelen aan in de vorm van een accijns op scheepsbrandstoffen, en een heffing op de uitstoot van CO2.
Enkele van de opties om de emissies te beperken zijn de volgende: 
- Langzamer varen, oftewel slow steaming.
- De ontwikkeling van schepen en scheepsmotoren die zuiniger en efficiënter zijn.
- Het gebruik van zeilen of kites op containerschepen, in aanvulling op de voortstuwing door motoren.
- De mogelijkheden van elektrisch varen zijn beperkt, omdat accu’s niet genoeg energie bevatten om grote schepen over lange afstanden voort te stuwen.[15]
- Het gebruik van andere brandstoffen of energiedragers zal daarom belangrijk zijn. Hierbij kan worden gedacht aan bijvoorbeeld Liquefied Natural Gas, biobrandstoffen, of waterstof.

Vooralsnog zijn de technische mogelijkheden om tot verbetering te komen kostbaar, waardoor zij door reders en scheepseigenaren niet vaak worden toegepast.

## Olievervuiling

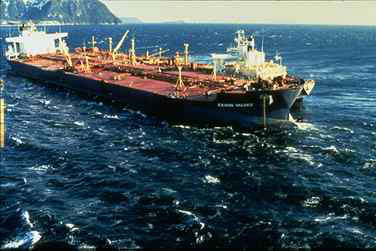
Exxon Valdez gestrand

Olievervuiling is de bekendste factor als het gaat over vervuiling door de scheepvaart. Hoewel het minder vaak voorkomt dan vervuiling door de dagelijkse activiteiten van schepen, heeft een olielek een grote impact op het milieu. Het is giftig voor vissen en de Polycyclische aromatische koolwaterstoffen, de componenten van ruwe olie, zijn moeilijk op te ruimen, waardoor de olie jarenlang in het milieu blijft. De organismen in en rond het waterig milieu worden hieraan blootgesteld. Het gevolg hiervan is dat organismen ziektes en ontwikkelingsproblemen krijgen. Een van de grootste incidenten die een grote impact had op het milieu was het ongeval met de Exxon Valdez in Alaska. Het schip strandde aan de kust van Prince William Sound in maart 1989. Een grote hoeveelheid olie vloeide in de oceaan. Dit had als gevolg dat meer dan 400.000 zeevogels, ongeveer 1000 zeeotters en een ontelbaar aantal vissen gestorven zijn.